# Gertrudiella gelida
Gertrudiella gelida (Cardot) J.A. Jiménez & M.J. Cano 2021 è un muschio della famiglia Pottiaceae, originariamente descritto come Didymodon gelidus Cardot.
I primi esemplari furono raccolti il 20 gennaio 1902 in Antartide, nel corso della British National Antarctic Expedition 1901-1904, guidata da Robert Falcon Scott con la nave Discovery. Provenivano da Granite Harbour (77°00′S e 162°35′E), una baia della terra della regina Victoria, nella Dipendenza di Ross, compresa tra capo Archer a nord e capo Roberts.
In una nota del 1907, il muschio fu brevemente descritto e figurato dal briologo francese Jules Cardot che, comparandolo con D. luridus Hornsch. ex Spreng., a cui somigliava ma da cui differiva per le minori dimensioni dei fillidi, a margine piano o lievemente ricurvo, e per le cellule della lamina basale più lasse, ritenne di istituire la nuova specie D. gelidus, senza però designare l'olotipo.

## Descrizione[8]
Il muschio si sviluppa prevalente in colonie, formate da fusticini (caulidi) eretti, paralleli e densi (ciuffi densi e compatti), coprenti aree estese che mostrano una dominante rossastra.
I caulidi, ancorati al substrato con rizoidi ialini, portano foglioline (fillidi) monostratificate, densamente appressate. I fillidi, lunghi fino a 1,7 mm, dalla forma ovata o ovato-lanceolata o oblungo-lanceolata, leggermente incurvati distalmente quando secchi; con margine piano, monostrato, debolmente ricurvo verso l'apice, talvolta invece fortemente ricurvo all'apice tanto da conferire al margine un aspetto più spesso. Colorazione arancio-rossastra in KOH. Apice ottuso o ampiamente acuto, solitamente cucullato (a forma di cappuccio).
La lamina è formata da un singolo strato di cellule rettangolari, lasse, dalle pareti uniformemente sottili nella parte basale del fillidio, leggermente rigonfie e papillose nella parte media e superiore. Lungo l'asse mediano corre una nervatura singola, papillosa, basinervia, larga fino a 110 µm alla base, che solitamente termina poche cellule sotto l'apice, costituita da 2-3 strati di cellule guida, sporgenti nella pagina inferiore, e priva di stereidi adassiali. Presenza di numerose gemme pluricellulari all'ascella dei fillidi.
Come in tutte le briofite, il ciclo ontogenetico è aplodiplonte isosporeo, con alternanza di generazione antitetica eteromorfa e prevalenza della generazione gametofitica (aploide) su quella sporofitica (diploide) che, in questa specie, è sconosciuta.

## Distribuzione e habitat
G. gelida è diffusa nel Settore S (da 30°W a 90°W), R (da 150° W a 150° E) e B (da 150°W a 90°W ) dell'Antarctic Botanical Zone.  Specificatamente nelle isole Orcadi Meridionali, nelle Shetland Meridionali, lungo la costa occidentale della penisola Antartica dalla Costa di Graham all'isola Alessandro I; a nord della costa orientale della penisola antartica nell'isola di James Ross, nella terra della regina Victoria, nella Terra di Marie Byrd, e nelle isole sub-antartiche della Georgia del Sud e delle Kerguelen.
Le specie cresce in siti asciutti o umidi, preferibilmente riparati, in una vasta gamma di habitat, prediligendo le superfici rocciose affioranti con un po' di suolo o i substrati di cenere vulcanica.

## Tassonomia
Dalla caratterizzazione di Cardot come specie nuova, e per quasi un secolo, D. gelidus è stata considerato una delle poche specie antartiche endemiche. Nel 2001, Richard Henry Zander e Ryszard Ochrya ne rianalizzarono i caratteri diagnostici e ne ridiscussero la collocazione sistematica, considerandola conspecifica dell'olartico D. brachyphyllus (Sull.) R.H. Zander.
Secondo questa interpretazione D. brachyphyllus sarebbe caratterizzato da un areale che esemplificherebbe una tipica distribuzione biogeografica disgiunta bipolare. Un gruppo di popolazioni è infatti localizzato nell'Emisfero settentrionale e, propriamente, nel Nord America occidentale (dall'Alaska alla California, all'Arizona e al Nuovo Messico) e poi nel Messico, in Groenlandia, in Europa e in Russia. Un altro gruppo si ritrova nell'Emisfero australe, distribuito tra la penisola Antartica e gli arcipelaghi periantartici, mentre è raro nell'Antartico continentale, ritrovato solo nella Terra Vittoria meridionale, dove è stato descritto da Cardot come D. gelidus e nella Terra di Marie Byrd, dove è stato descritto come Barbula byrdii E. B. Bartram, nuova specie successivamente considerata identica a D. brachyphyllus e, quindi, sinonimo junior di D. gelidus.
Nel 2017 Juan A. Jiménez e Ryszard Ochyra hanno riesaminato i tipi, e numerose collezioni non-tipo delle tre specie, proponendo il ripristino del rango di specie per D. gelidus, di cui hanno negato la conspecificità con D. brachyphyllus, riconoscendogli invece quella con l'endemica antartica B. byrdii.
Successivamente il problema dei limiti del genere Didymodon e delle sue relazioni filetiche con i generi affini Andinella J.A. Jiménez & M.J. Cano, Gertrudiella Broth. e Tridontium Hook. f., nonché della collocazione sistematica di D. gelidus, è stato affrontato con le tecniche della filogenesi molecolare.
Juan A. Jiménez, María J. Cano e Juan Guerra hanno effettuato un'analisi combinata delle sequenze di DNA di tre marcatori plastidiali (atpB-rbcL, trnG, e trnL‐F) e dei marcatori nucleari ITS su un totale di trecentotrentacinque esemplari di muschi, campionati parte su campo e parte in erbario.
I dati combinati genetico-molecolari, sono stati analizzati con il metodo della massima verosimiglianza  e con l'inferenza bayesana. I risultati ottenuti hanno dimostrato la non monofilia per il genere Didymon s.l. e hanno portato a includere le specie afferenti al genere Didymodon s.l., e quelle dei tre generi affini Andinella, Gertrudiella e Tridontium, in un unico clado monofiletico, suddiviso in otto cladi, distinguibili anche morfologicamente. Questi sono stati fatti corrispondere ad altrettanti generi, di cui uno nuovo: Didymodon s.s., Geheebia, Gertrudiella, Husnotiella, Trichostomopsis, Tridontium, Vinealobryum, e Zanderella (n.g.). Contestualmente sono state proposte trentotto nuove combinazioni e dieci nuovi sinonimi, sono stati assegnati i lectotipi per tredici nomi ed è stata definita la chiave dicotomica di riconoscimento dei generi.
Inoltre, specificatamente, Jiménez e Cano hanno ritenuto di trasferire D. gelidus a un genere differente, pubblicando la nuova combinazione Gertrudiella gelida (Cardot) J.A. Jiménez & M.J. Cano e indicando, come tipo, l'esemplare di erbario originariamente raccolto in Antartide, a Granite Harbour.